# Pasjača, Prokuplje
Pasjača (izvirno srbsko Пасјача) je naselje v Srbiji, ki upravno spada pod Občino Prokuplje; slednja pa je del Topliškega upravnega okraja.

## Demografija
V naselju živi 35 polnoletnih prebivalcev, pri čemer je njihova povprečna starost 62,3 let (61,9 pri moških in 62,6 pri ženskah). Naselje ima 21 gospodinjstev, pri čemer je povprečno število članov na gospodinjstvo 1,67.
To naselje je, glede na rezultate popisa iz leta 2002, večinoma srbsko.
|  |

| Demografija | Demografija     | Demografija     |
| Leto        | Št. prebivalcev | Št. prebivalcev |
| ----------- | --------------- | --------------- |
|             |                 |                 |
|             |                 |                 |
|             |                 |                 |
|             |                 |                 |
| 1948        | 322             |                 |
| 1953        | 300             |                 |
| 1961        | 245             |                 |
| 1971        | 152             |                 |
| 1981        | 94              |                 |
| 1991        | 16              | 16              |
| 2002        | 35              | 35              |
|             |                 |                 |

| Etnična sestava po popisu iz leta 2002 | Etnična sestava po popisu iz leta 2002 | Etnična sestava po popisu iz leta 2002 | Etnična sestava po popisu iz leta 2002 | Etnična sestava po popisu iz leta 2002 |
| -------------------------------------- | -------------------------------------- | -------------------------------------- | -------------------------------------- | -------------------------------------- |
| Srbi                                   | Srbi                                   |                                        | 34                                     | 97,14%                                 |
| Hrvati                                 | Hrvati                                 |                                        | 1                                      | 2,85%                                  |
| Neznano                                | Neznano                                |                                        | 0                                      | 0,0%                                   |